# I liga paragwajska w piłce nożnej (1988)
Mistrzem Paragwaju został klub Club Olimpia, natomiast wicemistrzem Paragwaju – Club Sol de América.
Sezon podzielony został na cztery etapy. W pierwszych trzech etapach kluby grały ze sobą metodą każdy z każdy po jednym meczu. Pierwsze trzy kluby z każdego etapu otrzymywały bonusy, które miały się liczyć w ostatnim czwartym etapie, do którego awansowało 8 najlepszych klubów z pierwszych trzech etapów. W ostatnim etapie kluby także grały ze sobą metodą każdy z każdym po jednym meczu. Pierwszy w tabeli klub uzyskał tytuł mistrza Paragwaju, a drugi- tytuł wicemistrza Paragwaju.
Do turniejów międzynarodowych zakwalifikowały się następujące kluby:
- Copa Libertadores 1989: Club Olimpia, Club Sol de América

Do drugiej ligi spadł klub Club Nacional. Na jego miejsce z drugiej ligi awansował klub Tembetary Ypané.

## Pierwszy etap

### Tabela końcowa pierwszego etapu 1988
| Poz | Klub                               | Mecze | Zw | Rem | Por | Pkt | BrZd | BrStr |
| --- | ---------------------------------- | ----- | -- | --- | --- | --- | ---- | ----- |
| 1   | Club Sol de América                | 11    | 6  | 4   | 1   | 16  | 14   | 3     |
| 2   | Cerro Porteño                      | 11    | 6  | 2   | 3   | 14  | 16   | 10    |
| 3   | Sportivo Luqueño                   | 11    | 5  | 4   | 2   | 14  | 17   | 12    |
| 4   | Atlético Colegiales                | 11    | 6  | 2   | 3   | 14  | 19   | 15    |
| 5   | Club River Plate                   | 11    | 5  | 4   | 2   | 14  | 17   | 14    |
| 6   | Club Libertad                      | 11    | 5  | 2   | 4   | 12  | 15   | 13    |
| 7   | Club Olimpia                       | 11    | 4  | 4   | 3   | 12  | 17   | 16    |
| 8   | Club Guaraní                       | 11    | 3  | 3   | 5   | 9   | 15   | 14    |
| 9   | Sportivo San Lorenzo               | 11    | 2  | 5   | 4   | 9   | 12   | 16    |
| 10  | General Caballero Asunción         | 11    | 3  | 2   | 6   | 8   | 13   | 17    |
| 11  | Sport Colombia Fernando de la Mora | 11    | 3  | 2   | 6   | 8   | 13   | 20    |
| 12  | Club Nacional                      | 11    | 0  | 2   | 9   | 2   | 5    | 23    |

Klubom przyznano bonusy – za pierwsze miejsce 2,5 punktu, za drugie – 1,5 punktu, za trzecie – 0,5 punktu.

## Drugi etap

### Tabela końcowa drugiego etapu 1988
| Poz | Klub                               | Mecze | Zw | Rem | Por | Pkt | BrZd | BrStr |
| --- | ---------------------------------- | ----- | -- | --- | --- | --- | ---- | ----- |
| 1   | Club Olimpia                       | 11    | 6  | 4   | 1   | 16  | 17   | 10    |
| 2   | Club Libertad                      | 11    | 5  | 5   | 1   | 15  | 17   | 7     |
| 3   | Cerro Porteño                      | 11    | 3  | 7   | 1   | 13  | 17   | 10    |
| 4   | Atlético Colegiales                | 11    | 3  | 6   | 2   | 12  | 19   | 14    |
| 5   | Club River Plate                   | 11    | 4  | 4   | 3   | 12  | 13   | 12    |
| 6   | Sport Colombia Fernando de la Mora | 11    | 4  | 4   | 3   | 12  | 13   | 17    |
| 7   | Club Guaraní                       | 11    | 3  | 5   | 3   | 11  | 15   | 12    |
| 8   | General Caballero Asunción         | 11    | 3  | 5   | 3   | 11  | 8    | 10    |
| 9   | Sportivo San Lorenzo               | 11    | 3  | 3   | 5   | 9   | 7    | 9     |
| 10  | Sportivo Luqueño                   | 11    | 2  | 4   | 5   | 8   | 6    | 13    |
| 11  | Club Nacional                      | 11    | 3  | 1   | 7   | 7   | 8    | 18    |
| 12  | Club Sol de América                | 11    | 1  | 4   | 6   | 6   | 9    | 17    |

Klubom przyznano bonusy – za pierwsze miejsce 2,5 punktu, za drugie – 1,5 punktu, za trzecie – 0,5 punktu.

## Trzeci etap

### Tabela końcowa trzeciego etapu 1988
| Poz | Klub                               | Mecze | Zw | Rem | Por | Pkt | BrZd | BrStr |
| --- | ---------------------------------- | ----- | -- | --- | --- | --- | ---- | ----- |
| 1   | Club Olimpia                       | 11    | 7  | 3   | 1   | 17  | 23   | 12    |
| 2   | Club Sol de América                | 11    | 7  | 3   | 1   | 17  | 13   | 6     |
| 3   | Cerro Porteño                      | 11    | 8  | 1   | 2   | 17  | 12   | 6     |
| 4   | Sportivo Luqueño                   | 11    | 4  | 6   | 1   | 14  | 14   | 11    |
| 5   | Atlético Colegiales                | 11    | 2  | 7   | 2   | 11  | 12   | 8     |
| 6   | Club Libertad                      | 11    | 3  | 4   | 4   | 10  | 16   | 16    |
| 7   | Club River Plate                   | 11    | 3  | 4   | 4   | 10  | 10   | 10    |
| 8   | Sport Colombia Fernando de la Mora | 11    | 4  | 2   | 5   | 10  | 16   | 14    |
| 9   | Sportivo San Lorenzo               | 11    | 4  | 2   | 5   | 10  | 13   | 15    |
| 10  | Club Guaraní                       | 11    | 3  | 3   | 5   | 9   | 12   | 9     |
| 11  | Club Nacional                      | 11    | 1  | 2   | 8   | 4   | 10   | 24    |
| 12  | General Caballero Asunción         | 11    | 1  | 1   | 9   | 3   | 12   | 32    |

Klubom przyznano bonusy – za pierwsze miejsce 2,5 punktu, za drugie – 1,5 punktu, za trzecie – 0,5 punktu.

## Czwarty etap – runda finałowa

### Tabela końcowa czwartego etapu 1988
| Poz | Klub                               | Mecze | Zw | Rem | Por | Pkt   | BrZd | BrStr |
| --- | ---------------------------------- | ----- | -- | --- | --- | ----- | ---- | ----- |
| 1   | Club Olimpia                       | 7     | 4  | 3   | 0   | 16,00 | 9    | 3     |
| 2   | Club Sol de América                | 7     | 1  | 5   | 1   | 11,00 | 3    | 4     |
| 3   | Club Libertad                      | 7     | 2  | 4   | 1   | 9,50  | 11   | 10    |
| 4   | Cerro Porteño                      | 7     | 2  | 3   | 2   | 9,50  | 11   | 7     |
| 5   | Sport Colombia Fernando de la Mora | 7     | 2  | 3   | 2   | 7,00  | 7    | 8     |
| 6   | Club River Plate                   | 7     | 1  | 5   | 1   | 7,00  | 10   | 10    |
| 7   | Sportivo Luqueño                   | 7     | 1  | 3   | 3   | 5,50  | 4    | 6     |
| 8   | Atlético Colegiales                | 7     | 2  | 0   | 5   | 4,00  | 11   | 15    |

Wicemistrz Paragwaju stoczył pojedynek barażowy z mistrzem paragwajskich klubów prowincjonalnych. Zwycięzca tego pojedynku uzyskiwał, jako drugi po mistrzu Paragwaju, prawo gry w Copa Libertadores 1989.

Club Sol de América – Silvio Pettirossi 5:0 i 1:1
Prawo gry w Copa Libertadores 1989 zdobył wicemistrz Paragwaju Club Sol de América.